# Gladbeck
Gladbeck (phát âm tiếng Đức: [ˈɡlat.bɛk] ⓘ) là một thị trấn thuộc huyện Recklinghausen ở bang Nordrhein-Westfalen, Đức.

## Thành phố kết nghĩa
Gladbeck kết nghĩa với:
- Alanya, Thổ Nhĩ Kỳ
- Enfield, England, Anh Quốc
- Phủ Thuận, Trung Quốc
- Marcq-en-Barœul, Pháp
- Schwechat, Áo
- Wodzisław Śląski, Ba Lan